# Nailja Julamanovová
Nailja Gajnulovna Julamanovová (rusky Наиля Гайнуловна Юламанова; * 6. září 1980, Toljatti, Samarská oblast) je ruská atletka, běžkyně, která se věnuje dlouhým tratím.

## Kariéra

### ME 2010
V roce 2010 získala na evropském šampionátu v Barceloně stříbrnou medaili v maratonském běhu, když trať zaběhla v čase 2.32:15. 42,195 km zvládla rychleji jen Živilė Balčiūnaitė z Litvy, která cílem proběhla v čase 2.31:14. Bronz vybojovala Italka Anna Incertiová (2.32:48). V dubnu roku 2011 však kvůli dopingu definitivně přišla o titul mistryně Evropy litevská vytrvalkyně a zlato dodatečně získala Julamanovová. Na stříbrnou pozici se posunula Incertiová z Itálie a bronz získala původně čtvrtá Ukrajinka Taťjana Filonjuková.

### Ostatní úspěchy
Mezi její další úspěchy patří 12. místo na Mistrovství Evropy v atletice 2006 ve švédském Göteborgu, 32. místo na Mistrovství světa v atletice 2007 v Ósace a 8. místo na světovém šampionátu v Berlíně. V roce 2007 a 2008 se stala vítězkou Pražského mezinárodního maratonu.
V roce 2009 zvítězila na maratonu v nizozemském Rotterdamu v osobním rekordu 2.26:30.